# Вейл-оф-Гламорган
 Вейл-оф-Гламорган (англ. Vale of Glamorgan, валл. Bro Morgannwg) — унитарная административная единица (округ) Уэльса со статусом города-графства (англ. county borough).
Унитарная единица образована Актом о местном управлении 1994 года.
Округ расположен в южном Уэльсе и граничит на севере с областями Бридженд, Ронта, Кинон, Таф и Кардифф. Вейл-оф-Гламорган находится на территории традиционного графства Гламорганшир.
Основным городом является Барри, кроме которого в состав области входят города: Каубридж, Ллантвит-Майор и Пенарт.